# Daimler Sovereign
La Daimler Sovereign è un modello di berlina di lusso prodotta dalla Daimler. Prodotta a partire dal 1966 sulla base della Jaguar 420, nel corso degli anni ne sono state realizzate varie versioni fino al 2009, seguendo sempre il modello Jaguar di riferimento.

## Storia
Quando, nel 1960, la casa automobilistica Daimler venne acquistata dalla Jaguar, la produzione delle sue storiche e imponenti berline Majestic e Majestic Major venne progressivamente terminata e, a partire dal 1968, il logo "Daimler" divenne un semplice marchio delle versioni più prestigiose dei modelli Jaguar.
Nel 1966, la Sovereign fu il primo modello Daimler ad essere realizzato sotto la nuova gestione, motivo per cui la prima versione fu realizzata sulla base della Jaguar 420.
Da questo modello in poi i successivi esemplari Daimler furono tutti realizzati sulla base di modelli Jaguar e si contraddistinsero sempre per pochi dettagli: oltre al monogramma "D" o al logo per esteso, i principali elementi distintivi erano la calandra e il porta targa posteriore caratterizzati dal tipico profilo ondulato.
Una particolare attenzione fu destinata agli interni che prevedevano un allestimento molto curato e con un vasto uso di pelle pregiata, radica e l'apposizione del logo Daimler sulla calotta del volante o, nelle ultime versioni, realizzato a ricamo sul rivestimento in pelle dei poggiatesta.
Il nome "Sovereign" venne poi abbandonato nel 1986 quando, con il lancio della XJ Series III, la Jaguar decise di utilizzarlo per i suoi modelli più prestigiosi.

## Le versioni

### LaSovereign(420)

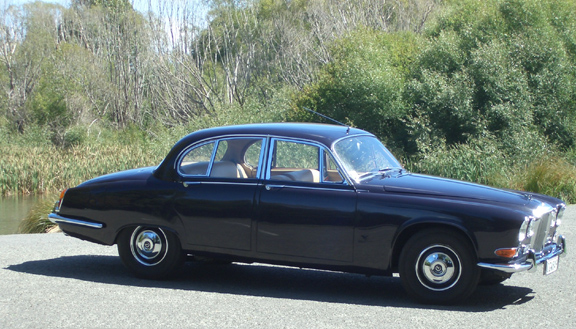
Una vista laterale di una Sovereign del 1967.

Basata sulla Jaguar 420 presentata al Salone dell'automobile di Londra del 1965, la Sovereign rimase in produzione per tre anni divenendo, di fatto, l'ammiraglia della Daimler e, nel 1967, vide affiancarsi la 250 V8, a sua volta basata sulla Jaguar 240.
Il motore, montato anteriormente, era un XK6 a marchio Jaguar: un 4,2 litri a sei cilindri in linea dotato di testata a condotti dritti e di alzata camme di 0,95 cm, con due carburatori e sviluppava 249 Cv (Sae)  a 5.500 giri al minuto. La trasmissione disponibile di serie era manuale a quattro rapporti, mentre erano disponibili come accessorio l'overdrive oppure un cambio automatico a tre velocità. La trazione era posteriore, come consuetudine della tradizione Jaguar.
Di serie, rispetto alla Jaguar 420 vi era il servosterzo Marles Varamatic.
Di questa prima versione della Sovereign ne furono prodotti soltanto 5.824 esemplari, poco più della metà dell'analogo modello Jaguar prodotto fino al 1968, tuttavia la sua produzione proseguì per circa un anno terminando nel 1969, quando venne sostituita dal nuovo modello basato sulla Jaguar XJ.

### LaSovereign(XJSeries I)

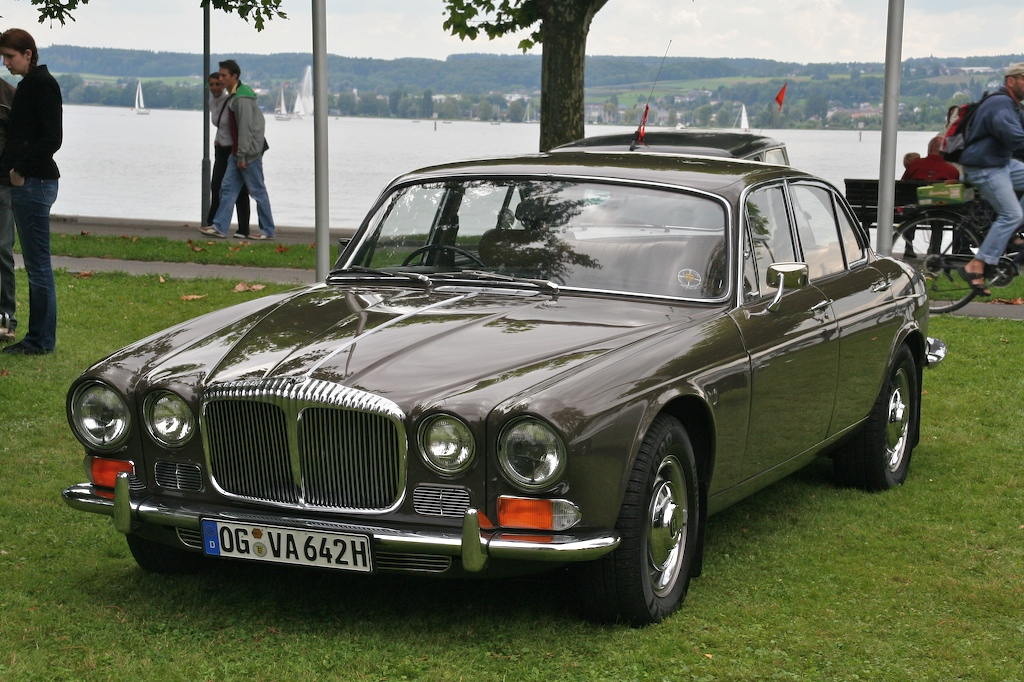
Una Daimler Sovereign (Series I) del 1972.

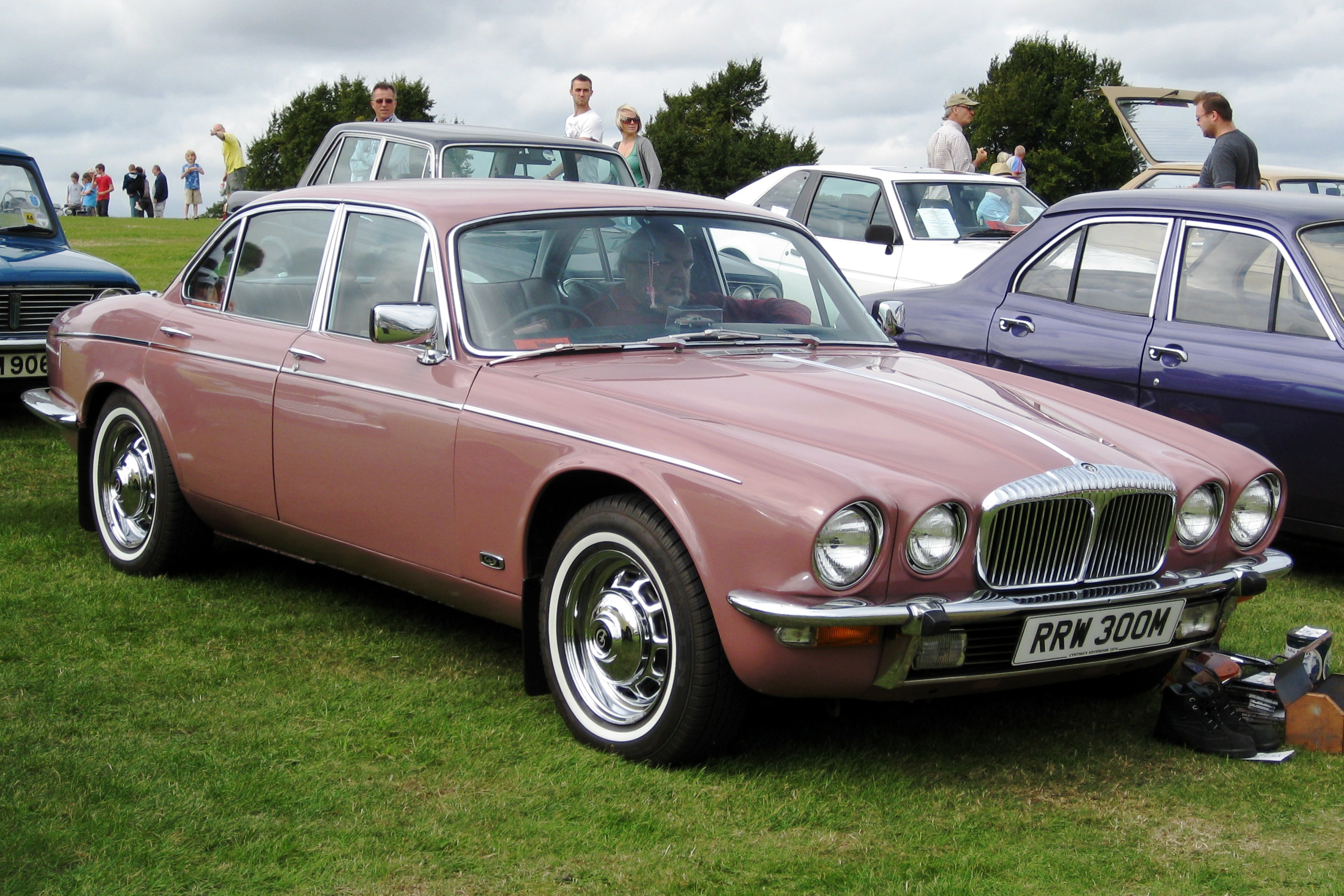
Una Daimler Sovereign (Series II) del 1974.

Nel 1969 debuttò la Sovereign 4.2, basata sull'innovativa XJ Series I. La meccanica era identica a quella della XJ6 4.2 Automatica, con un propulsore a 6 cilindri in linea da 4.235 cm³ e 245 CV e cambio automatico.
Quando nel 1972 venne lanciata la XJ12 5.3, con motore V12 di 5.345 cm³ da 285 CV, l'edizione Daimler assunse il nome di Double Six.
A differenza della XJ, la Double Six era disponibile anche con passo allungato di dieci centimetri denominata Saloon.
Nel 1973, con la presentazione della Series II della XJ, anche la versione Daimler venne aggiornata. La Sovereign, disponibile soltanto a passo corto, disponeva ora di 167 CV, mentre la Double Six, fu disponibile anche in versione Saloon da 272 CV.
Nel 1974 arrivò anche la Double Six Vanden Plas in versione Saloon, con un allestimento particolarmente sofisticato.

### LaCoupé(XJSeries II)

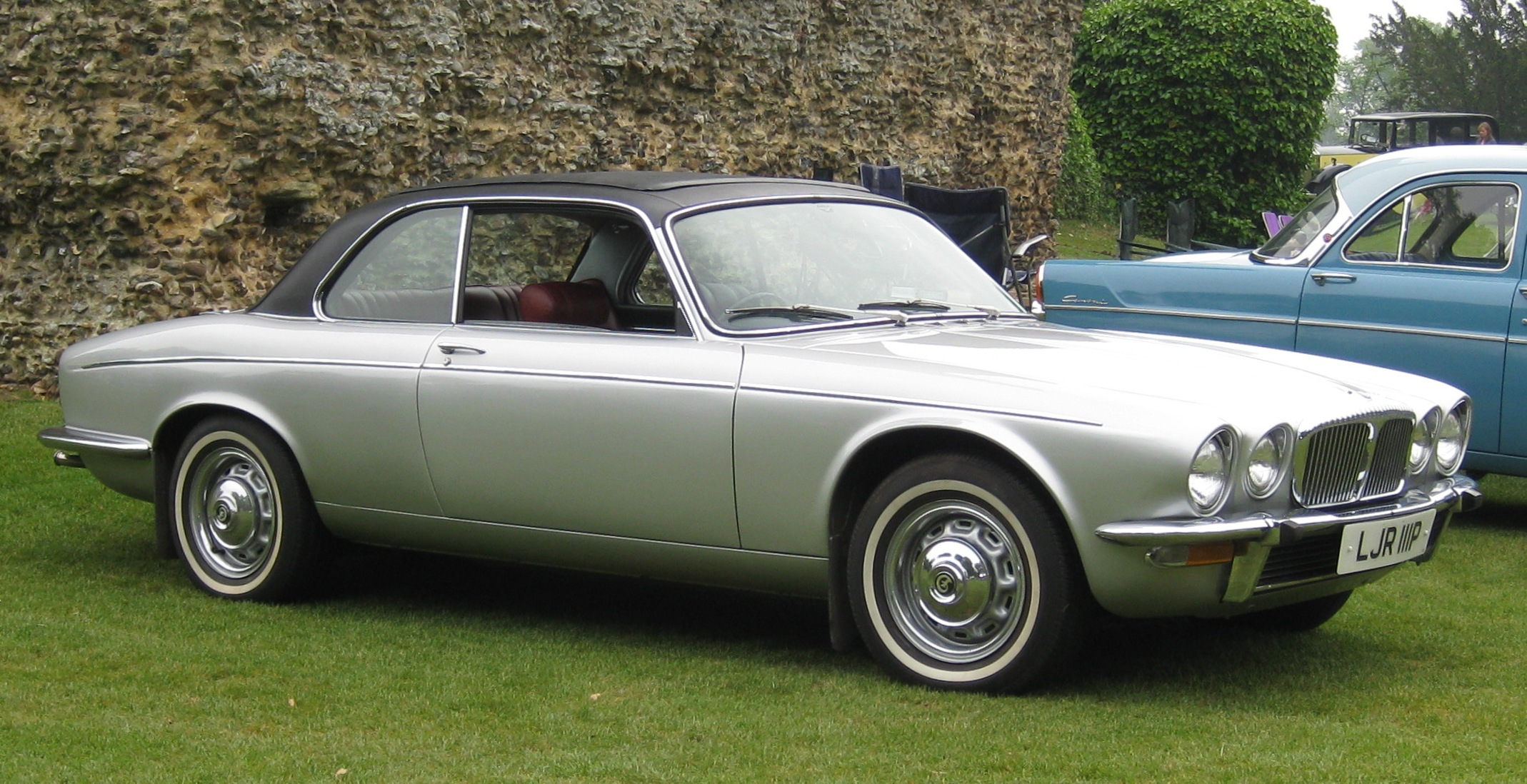
Un raro esemplare di Daimler Sovereign Coupé 4.2 (Series II) del 1976.

Dalla fine dello stesso anno venne resa disponibile anche l'elegante versione coupé basata sulla Jaguar XJ12-C nelle versioni Sovereign e Double Six che divenne l'unica coupé
a marchio Daimler realizzata. Nel 1974 venne introdotta anche la Double Six Vanden Plas Coupé 5.3, con un allestimento particolarmente sofisticato.
Questa esclusiva versione coupé rimase in listino fino al 1977, venendo realizzata soltanto sulla base della XJ Series II per una quantità complessiva di appena 2.084 esemplari. Così ripartite:
- Sovereign Coupé 4.2 - 1.677 pz.
- Double Six Vanden Plas Coupé 5.3 - 407 pz.[4]

### LaDouble Sixe le successive versioni

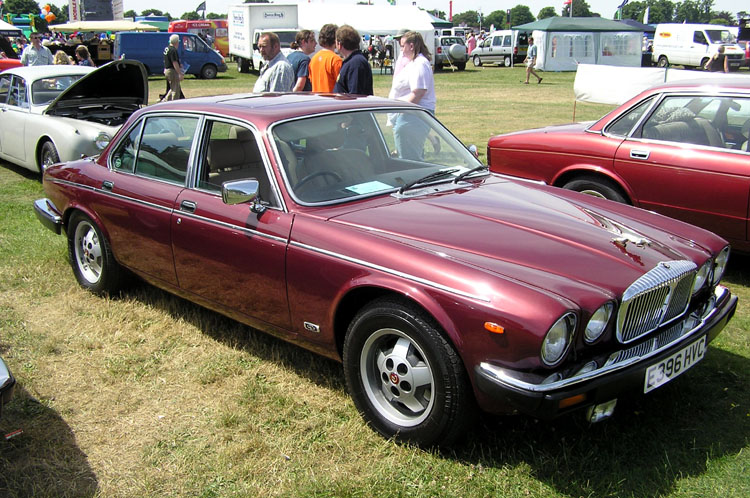
Una Daimler Double Six (Series III) del 1988.

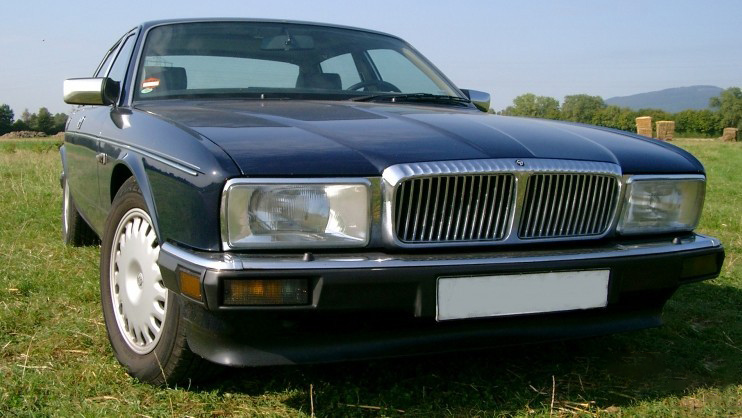
Una Daimler Double Six (XJ40) del 1993.

Con l'avvento delle XJ Series III, la gamma comprendeva le “Double Six”(anche a passo lungo), con potenza di 272 (fino al 1981) o 285 CV (versione HE post 1981) e le 4.2 “Sovereing”, dotate di motore 6 cilindri capace di erogare 230 CV. Il nome "Sovereign", infatti, da allora fu utilizzato soltanto per le versioni più ricche del marchio Jaguar.
Anche il successivo modello XJ della Jaguar denominato XJ40 fu proposto in versione Daimler: la 4.0 del 1989, basata sulla XJ Sovereign 4.0 (223 CV). Soltanto nel 1992 arriverà l'attesa riedizione della Double Six, basata sulla corrispondente versione V12 della XJ40; fino a quel momento, infatti, era rimasta in produzione la Double Six con la vecchia carrozzeria Series III. Il motore, con cilindrata incrementata a 6 litri, erogava 313 CV.
Le sempre più rare edizioni Daimler sono state proposte anche per le successive versioni della XJ ma soltanto a passo lungo: la 6.0 V12 da 318 CV e la 4.0 Supercharged da 370 CV, fino alle serie X350 e X358, realizzando l'ultimo modello denominato Super Eight.

## Riepilogo modelli
| Nome modello Daimler   | Modello Jaguar di base | Sigla modello Jaguar | Anni di produzione |
| ---------------------- | ---------------------- | -------------------- | ------------------ |
| Sovereign              | Jaguar 420             | 420                  | 1966 - 1969        |
| Sovereign - Double Six | Jaguar XJ              | Series I             | 1969 - 1973        |
| Sovereign - Double Six | Jaguar XJ              | Series II            | 1973 - 1979        |
| Double Six             | Jaguar XJ              | Series III           | 1979 - 1992        |
| 4.0 - Double Six       | Jaguar XJ              | XJ40                 | 1986 - 1994        |
| Double Six             | Jaguar XJ              | X300                 | 1994 - 1997        |
| Super Eight - Super V8 | Jaguar XJ              | X308                 | 1997 - 2003        |
| Super V8               | Jaguar XJ              | X350                 | 2003 - 2007        |
| Super Eight            | Jaguar XJ              | X358                 | 2007 - 2009        |